# エル・キャピタン劇場
エル・キャピタン劇場（エルキャピタンげきじょう、El Capitan Theatre）は、アメリカ合衆国カリフォルニア州ロサンゼルス市ハリウッドにある映画館である。ウォルト・ディズニー・カンパニーが保有しており、ウォルト・ディズニー・スタジオが製作する映画の大半はここでプレミア公開が行われる。

## 歴史

### 初期
1920年代初頭、後に「ハリウッドの父」と呼ばれる不動産開発業者のチャールズ・E・トバーマンは、ハリウッドを劇場街として開発する構想を立てていた。トバーマンは36のプロジェクトに関わり、マックスファクター・ビルディング（現 ハリウッド博物館）、ハリウッド・ルーズベルト・ホテル、ハリウッド・メソニック・テンプル（現 エル・キャピタン・エンターテインメント・センター）を建設した。そして、興行師のシド・グローマンと共に、エジプシャン・シアター（1922年）、エル・キャピタン・シアター（1926年）、チャイニーズ・シアター（1927年）の3つのテーマを持たせた劇場をオープンさせた。
1920年代には、建物の一部にバーカーブロスの家具店が入居していた。
1926年5月3日に開場し、ガートルード・ローレンスとジャック・ブキャナン主演の『シャーロット・レヴュー』がこけら落とし公演となった。エル・キャピタン劇場は「ハリウッド初の台詞劇の本拠地」と呼ばれた。エル・キャピタン劇場では、10年以上に渡り、クラーク・ゲーブルやジョーン・フォンテインなどの大物俳優も出演する120以上の作品が上演された。
1930年代後半には、世界恐慌の影響により上演作品は少なくなっていった。この時期には、経営陣は観客動員を増やすために様々な実験的な試みを行った。その中で、エル・キャピタン劇場では映画の上映を開始した。

### ハリウッド・パラマウント・シアター
1941年、パラマウント映画がこの劇場を買収し、改修のため1年間休館した。建物はモダンスタイルに改装され、装飾はカーテンで覆われ、ボックス席のバルコニーは撤去された。1942年に「ハリウッド・パラマウント・シアター」として再オープンした。最初の上映作品はセシル・B・デミル監督の『絶海の嵐』だった。
この劇場は、パラマウント映画の西海岸における旗艦劇場となった。しかし、パラマウント映画が反トラスト法訴訟(United States v. Paramount Pictures, Inc.)により所有する劇場の売却を余儀なくされた。この劇場は、1949年に分社化されたユナイテッド・パラマウント・シアターズにより数年間運営された後、様々な会社によって運営され、1980年代にはパシフィック・シアターズの保有となった。
建物内に家具店を出店していたバーカーブロスは1970年代に撤退した。1985年、パシフィック・シアターズがSROシアターズからこの劇場を買収した。建物の所有者であるニック・オレアーツとトーマス・L・ハーンズバーガーは、歴史的建造物税の免除と引き換えに、劇場のファサードの権限をロサンゼルス・コンサーバンシーに譲渡した。

### ディズニーによる保有と改修

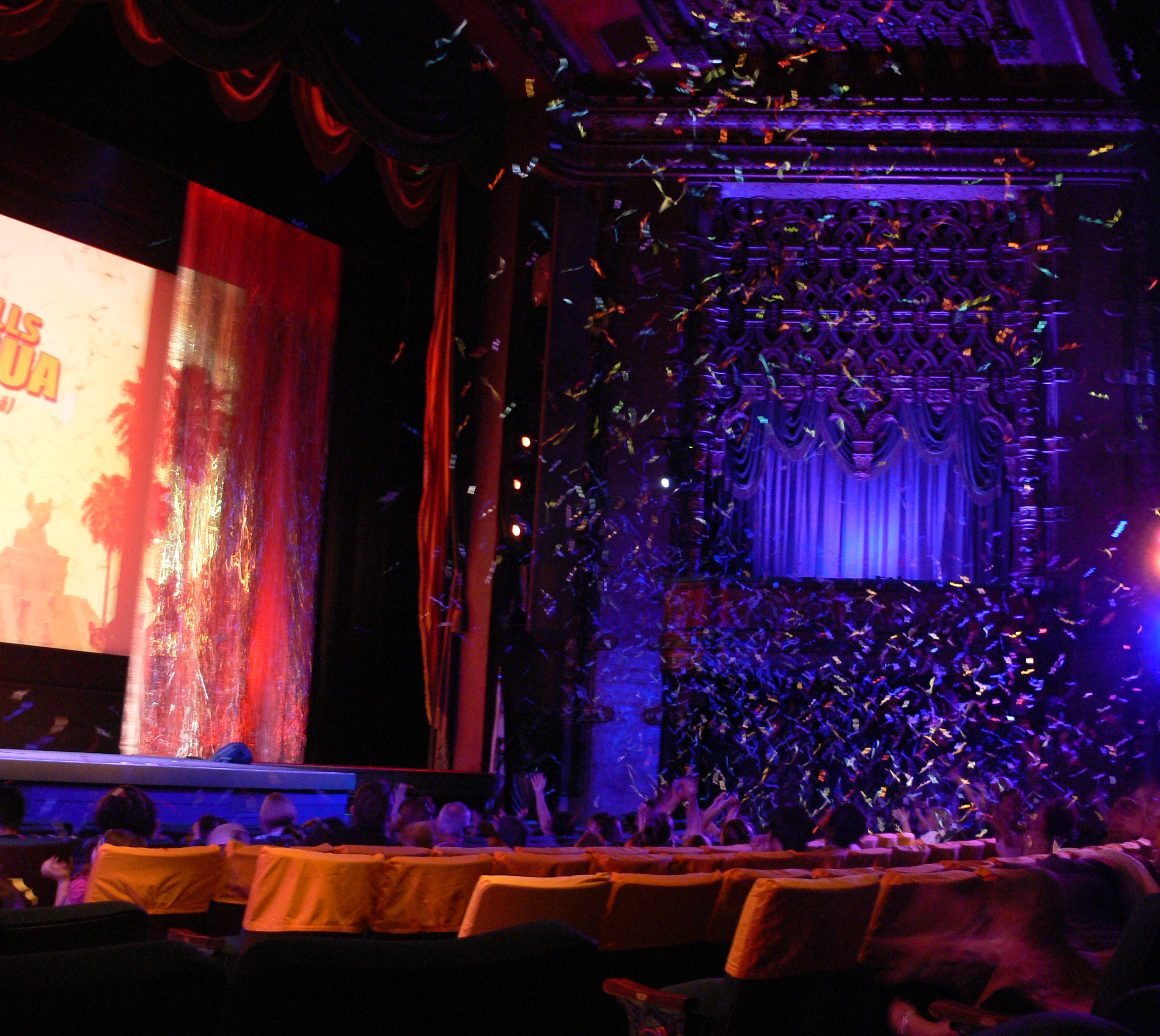
ショーのクライマックスに舞う紙吹雪

1980年代後半、ディズニーがパシフィック・シアターズが保有する劇場の支配権を買収した。ブエナ・ビスタ・シアターズは1989年からこの劇場の全面改修を行った。改修には1400万ドルを費やし、劇場の名前を元のエル・キャピタン劇場に戻し、オリジナルの装飾のほとんどを復元した。1991年に再オープンし、『ロケッティア』のプレミア公開がこけら落としとなった。
1990年、ロサンゼルス市はこの劇場を歴史文化記念物に指定した。1992年、アメリカ合衆国ナショナル・トラストはこの劇場の修復者に対し全米保存名誉賞を授与した。1992年12月、この建物の側面にマイケル・ジャクソンの壁画を設置することが国立公園局により許可された。
1994年1月17日のノースリッジ地震により、建物の骨組みが損傷し、内部はスプリンクラーによって浸水した。建築検査官は「居住不可能」と判定した。所有者は建物を抵当会社であるCUNAミューチュアル・グループに託した。CUNAはディズニーをテナントとして引き続き使用できるようにした上で、劇場とその上のオフィスフロアを1千万ドルで改修した。1995年7月、ブエナビスタ社はグレンデール市再開発局からランターマンオルガンを購入した。
1995年11月18日の『トイ・ストーリー』のプレミア公開から1996年1月1日まで、ディズニーは劇場の隣のハリウッド・メソニック・テンプルを借りてこの映画のプロモーションイベント「トタリー・トイ・ストーリー」を開催した。1998年7月、ブエナビスタ社はこの建物を購入し、以降も映画のプロモーションのために使用した。1998年、エル・キャピタン劇場の隣にディズニーストアがオープンした。
1996年に300万ドルをかけて耐震工事が行われた。1997年12月に建物の全面修復が完了した。2008年、CUNAはこの建物を3100万ドルで売却した。
新型コロナウイルス感染症の流行に伴い、2020年3月17日に劇場は一時閉鎖された。その1年後に100席に席数を限定して再開した。再開後の最初の上映作品は『ラーヤと龍の王国』だった。
2023年1月27日、アナハイムのディズニーランドにミッキーとミニーのランナウェイ・レイルウェイというライドアトラクションがオープンした。その入口はエル・キャピタン劇場のファサードを模しており、「エル・キャピトゥーン劇場」(El CapiTOON Theater)と称している。

## 施設
この劇場は、1920年代に建てられた6階建てのオフィスビルの中にある。外観はカリフォルニア・チュリゲレスク様式のスパニッシュ・コロニアル・リヴァイヴァル建築で、スタイルズ・O・クレメンツが外装を、G・アルバート・ランズバーグが内装を担当した。内装は、大ホールは東インド風、下部ロビーはチューダー風、ファサードはイタリアン・バロック風となっている。
内部には、1929年にサンフランシスコのフォックス劇場に設置されたウーリッツァー製の大型の劇場オルガンがある。